# Groteska (singel)
Groteska (zapis stylizowany: GROTESKA) – singel polskiego rapera Jana-Rapowanie. Singel został wydany 10 stycznia 2025.

## Geneza utworu i historia wydania
Utwór napisali i skomponowali Jan Pasula i Adam Wiśniewski, który również odpowiada za produkcję utworu.
Singel ukazał się w formacie digital download 10 stycznia 2025 w Polsce za pośrednictwem wytwórni płytowej 2020 w dystrybucji Sony Music Entertainment Poland.

## Teledysk
Do utworu powstał teledysk zrealizowany przez Kamila Lacha, który udostępniono w dniu premiery singla za pośrednictwem serwisu YouTube.

## Lista utworów
- Digital download[2]

1. „Groteska” – 2:38

## Notowania

### Pozycje na listach sprzedaży
| Kraj   | Lista (2025)             | Najwyższa pozycja |
| ------ | ------------------------ | ----------------- |
| Polska | Billboard Poland Songs   | 19                |
| Polska | OLiS – single w streamie | 20                |